# Горанчо Котеський
Генерал-майор Горанчо Котеський (18 серпня 1965) — колишній начальник Генерального штабу АРМ (2011-2015).

## Біографія
Котеський народився в Прилепі 18 серпня 1965 року. Закінчив військову середню школу в Сараєво, військову академію в Белграді та Сараєво. Закінчив престижний військовий коледж НАТО в Римі, був військовим аташе в Німеччині . Котескі також був ад'юнктом президента Георге Іванова, а також радником з військових питань, а в березні цього року був призначений командувачем Об'єднаного оперативного командування (JOC) АРМ. Призначення Котеського, якого вважають винахідливим і прихильником реформ генералом, в армійських колах сприймалося позитивно.
Генерал Горанчо Котеський 16 серпня 2011 року указом президента і головнокомандувача Збройними силами Георге Іванов був призначений начальником Генерального штабу Армії Республіки Македонія. Генерал-майор Методій Величковський 18 серпня 2015 року змінює діючого начальника Генерального штабу АРМ Котеського.

## Особисте життя
Брат Котеського є членом правлячої політичної партії ВМРО-ДПМНЕ. Котеський володіє німецькою та англійською мовами.

## Військові звання
- Сержант (1984)
- Підпоручик (1987)
- Поручник (1988)
- Капітан (1992)
- передстроково Капітан 1 клас (1994)
- передстроково Майор (1998)
- передстроково Підполковник (2001)
- передстроково Полковник (2005)
- Бригадний генерал (2009)
- Генерал-майор (2011)
- Генерал-лейтенант (2013)

## Нагороди
- Медаль «50 років Югославської народної армії»  (1991)
- Срібний знак за вислугу років в АРМ
- Середня табличка на робочому місці